# Pýcha a předsudek (film, 2005)
Pýcha a předsudek je britsko-francouzský film natočený režisérem Joem Wrightem v roce 2006 podle stejnojmenného románu Pýcha a předsudek Jane Austenové. Příběh popisuje dění v rodině Bennetových poté, co do nedalekého panství přijíždí bohatý muž se svým neméně movitým přítelem. Obzvlášť, když všechny Bennetovy dcery mají věk na vdávání.

## Obsah
Celý příběh zachycuje osud manželů Bennetových a jejich pěti dcer. Paní Benettová žije v domnění, že ženy mohou být šťastně jedině tehdy, pokud se dobře vdají. S tímto přesvědčení se snaží provdat všechny své dcery. Příležitost se jí naskytá, když do vedlejšího panství přijíždí zámožný a svobodný pan Bingley se svým věrným přítelem panem Darcym a zúčastňují se místního plesu. Hned při prvním setkání si nejstarší Jane získává srdce mladého boháče. I přesto, že její mladší sestra Elisabeth se s názory své matky příliš neztotožňuje, touží po seznámení s panem Darcym, který ji ovšem arogantně odmítne.
Přestože Jane se s panem Bingley často setkává, jejich vztah zůstává stejný jako na začátku. Tento mladý muž se svým přítelem, ale po krátké době náhle odjíždí. Elisabeth je nucena matkou ke sňatku se vzdáleným bratrancem panem Collinsem, což se jí ani trochu nezamlouvá a po souhlasu otce ho odmítá. Zdrcená Jane odjíždí k tetě a strýci do Londýna, zatímco Elisabeth jede na venkov navštívit svou přítelkyni Charlottou Lucasovou, která se za pana Collinse provdala. Tam se objevuje i pan Darcy. Mladý gentleman přiznává své city k ní a zároveň osvětluje náhlý odjezd svého přítele pana Bingleyho - kvůli nevhodnosti Bennetovy rodiny mu to sám doporučil. Elisabeth pana Darcyho odmítne. Dostane od něj dopis, kde jí vysvětluje své činy, z nichž ho Elisabeth obvinila.
Po návratu domů se setkává s Jane, i tetou a strýcem, kteří Jane dovezli domů a zvou jí s sebou na prázdniny. Zároveň odjíždí s důstojníky i její mladší sestra Lydie, manželka plukovníka ji bere s sebou do Brightonu jako společnici.
Na cestách Elisabeth navštíví zámek pana Darcyho, neočekávaně se tam s ním setkává. On pozve ji i tetu a strýce na návštěvu a svým chováním si je získává. Seznámí Elisabeth se svou sestrou Georgianou. Elisabeth dostane dopis od otce, kde jí sděluje, že Lydia utekla s jedním z důstojníků, panem Wickhamem. Sdělí to i panu Darcymu a všichni se urychleně vrací domů.
Lydia se provdá za pana Wickhama, za finanční pomoci pana Darcyho, o čemž se nemá zmiňovat, ale neuhlídá se a Elisabeth to sdělí. Ta pochopí, jak je Darcy ušlechtilý.
Pan Bingley opět přijíždí na své panství a požádá Jane o ruku. Elisabeth navštíví lady Catherine de Bourgh, teta pana Darcyho a chce od ní slib, že se s panem Darcym nezasnoubí. Elisabeth ji odbyde. K ránu se setkává s panem Darcym, který po návštěvě své tety začal doufat, že Elisabeth změnila svůj názor, opětovně Elisabeth žádá o ruku. Ta souhlasí.
Nakonec musí Darcy požádat o ruku Elisabeth ještě pana Bennetta, který je překvapen - všichni se domnívali, že Elisabeth pana Darcyho nemá ráda. Elisabeth otci vše vysvětlí a ten svoluje ke sňatku.

## Natáčení
Film byl natočen kompletně ve Velké Británii, kde měli kameramani možnost poskytnou záběry z domu ven a naopak. Film se natáčel v panském sídle Groombridge ze 17. století, které se na 11 týdnů stalo domem Bennetových.

## Obsazení

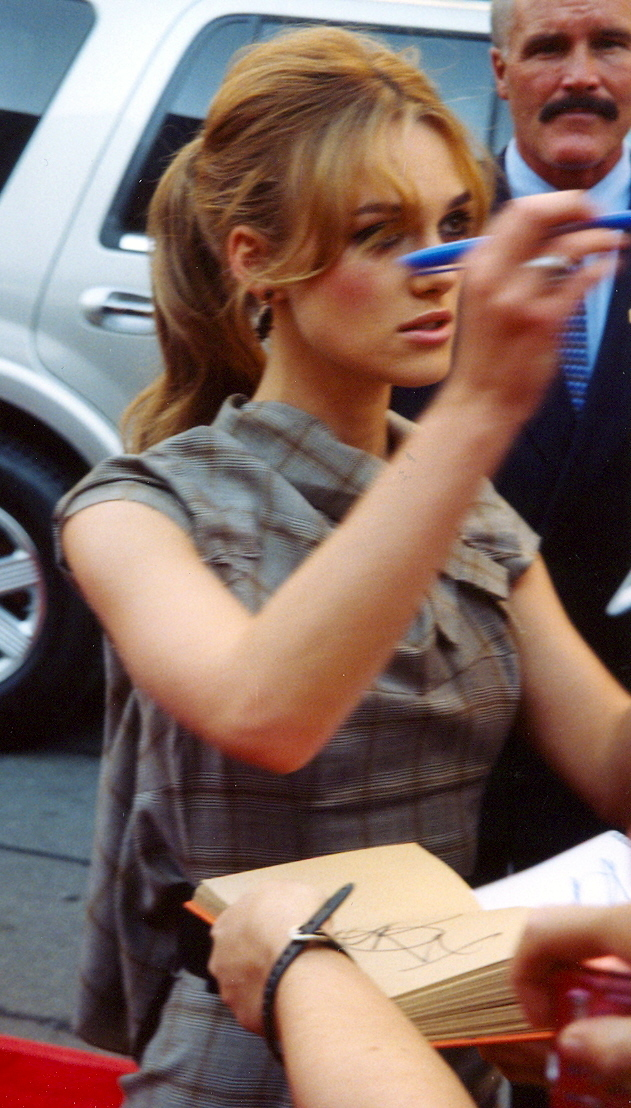
Keira Knightley na premiéře filmu na Torontském mezinárodním filmovém festivalu v roce 2005.

| Keira Knightley   | Elizabeth Bennetová         |
| Rosamund Pike     | Jane Bennetová              |
| Matthew MacFadyen | pan Darcy                   |
| Rupert Friend     | pan Wickham                 |
| Brenda Blethyn    | paní Bennetová              |
| Donald Sutherland | pan Bennet                  |
| Kelly Reilly      | Caroline Bingleyová         |
| Tom Hollander     | pan Collins                 |
| Judi Dench        | Lady Catherine De Bourghová |
| Carey Mulligan    | Catherine Bennet            |
| Jena Malone       | Lydia Bennet                |
| Talulah Riley     | Mary Bennet                 |
| Simon Woods       | pan Charles Bingley         |
| Tamzin Merchant   | Georgiana Darcy             |
| Claudie Blakley   | Charlotte Lucas             |
| Rosamund Stephen  | Anne de Bourgh              |
| Cornelius Booth   | plukovník Fitzwilliam       |
| Penelope Wilton   | paní Gardinerová            |
| Peter Wight       | pan Gardiner                |
| Meg Wynn Owen     | paní Reynoldsová            |
| Sinead Matthews   | Betsy                       |

## Přijetí

### Tržby
Film vydělal 38,4 milionů dolarů v Severní Americe a 82,7 milionů dolarů v ostatních oblastech, celkově tak vydělal přes 121 milionů dolarů po celém světě. Rozpočet filmu činil 28 milionů dolarů. Ve Velké Británii a v Irsku měl premiéru 16. září 2005 a za první týden získal nejvyšší návštěvnost a vydělal 4,6 milionů dolarů. V Severní Americe byl uveden 11. listopadu 2005, poté byl uveden do více kin v prosinci. Za první víkend vydělal 185 tisíc dolarů. Snímek byl promítán během září 2005 a květnem 2006 v devětapadesáti zemích. Je to 72. nejvýdělečnější film roku 2005 ve Spojených státech amerických a 41. mezinárodně.

### Recenze
Film získal pozitivní recenze od kritiků. Na recenzní stránce Rotten Tomatoes získal 85 procent s průměrným ratingem 9 bodů z deseti. Na serveru Metacritic snímek získal z 37 recenzí 82 bodů ze sta. Na Česko-Slovenské filmové databázi je snímek oceněn 82 procenty.

### Nominace a ocenění
| Ocenění                            | Kategorie                                                          | Nominovaný                     | Výsledek  |
| ---------------------------------- | ------------------------------------------------------------------ | ------------------------------ | --------- |
| Oscar                              | Nejlepší ženský herecký výkon v hlavní roli                        | Keira Knightley                | nominace  |
| Oscar                              | Nejlepší původní hudba                                             | Dario Marianelli               | nominace  |
| Oscar                              | Nejlepší výprava                                                   | Sarah Greenwood, Katie Spencer | nominace  |
| Oscar                              | Nejlepší kostýmy                                                   | Jacqueline Durran              | nominace  |
| American Cinema Editors            | Nejlepší střih – komedie nebo muzikál                              | Paul Tothill                   | nominace  |
| Boston Society of Film Critics     | Nejlepší nový filmař                                               | Joe Wright                     | vítězství |
| Filmová cena Britské akademie      | Nejlepší film                                                      | Pýcha a předsudek              | nominace  |
| Filmová cena Britské akademie      | Nejlepší ženský herecký výkon ve vedlejší roli                     | Brenda Blethyn                 | nominace  |
| Filmová cena Britské akademie      | Nejslibnější nováček                                               | Joe Wright                     | vítězství |
| Filmová cena Britské akademie      | Nejlepší adaptovaný scénář                                         | Deborah Moggach                | nominace  |
| Filmová cena Britské akademie      | Nejlepší kostýmy                                                   | Jacqueline Durran              | nominace  |
| Filmová cena Britské akademie      | Nejlepší masky                                                     | Fae Hammond                    | nominace  |
| Broadcast Film Critics Association | Nejlepší ženský herecký výkon v hlavní roli                        | Keira Knightley                | nominace  |
| Chicago Film Critics Association   | Nejlepší ženský herecký výkon v hlavní roli                        | Keira Knightley                | nominace  |
| Chicago Film Critics Association   | Nejlepší kamera                                                    | Roman Osin                     | nominace  |
| Chicago Film Critics Association   | Nejlepší mužský herecký výkon ve vedlejší roli                     | Donald Sutherland              | nominace  |
| Chicago Film Critics Association   | Nejslibnější filmař                                                | Joe Wright                     | nominace  |
| Empire Awards                      | Nejlepší ženský herecký výkon v hlavní roli                        | Keira Knightley                | nominace  |
| Empire Awards                      | Nejlepší britský film                                              | Pýcha a předsudek              | vítězství |
| Empire Awards                      | Nejlepší režie                                                     | Joe Wright                     | nominace  |
| Empire Awards                      | Nejlepší nováček                                                   | Kelly Reilly                   | vítězství |
| Evropské filmové ceny              | Nejlepší kamera                                                    | Roman Osin                     | nominace  |
| Evropské filmové ceny              | Nejlepší skladatel                                                 | Dario Marianelli               | nominace  |
| Evropské filmové ceny              | Nejlepší film                                                      | Joe Wright                     | nominace  |
| Zlatý glóbus                       | Nejlepší ženský herecký výkon v hlavní roli (muzikál nebo komedie) | Keira Knightley                | nominace  |
| Zlatý glóbus                       | Nejlepší film (muzikál nebo komedie)                               | Pride & Prejudice              | nominace  |
| London Film Critics' Circle        | Nejlepší ženský herecký výkon v hlavní roli                        | Keira Knightley                | nominace  |
| London Film Critics' Circle        | Nejlepší režie                                                     | Joe Wright                     | vítězství |
| London Film Critics' Circle        | Nejlepší britský film                                              | Pýcha a předsudek              | nominace  |
| London Film Critics' Circle        | Nejlepší nováček                                                   | Matthew Macfadyen              | nominace  |
| London Film Critics' Circle        | Nejlepší nováček                                                   | Joe Wright                     | nominace  |
| London Film Critics' Circle        | Nejlepší mužský herecký výkon ve vedlejší roli                     | Tom Hollander                  | vítězství |
| London Film Critics' Circle        | Nejlepší ženský herecký výkon ve vedlejší roli                     | Brenda Blethyn                 | nominace  |
| London Film Critics' Circle        | Nejlepší ženský herecký výkon ve vedlejší roli                     | Rosamund Pike                  | nominace  |